# 핵심광물 안보 파트너십

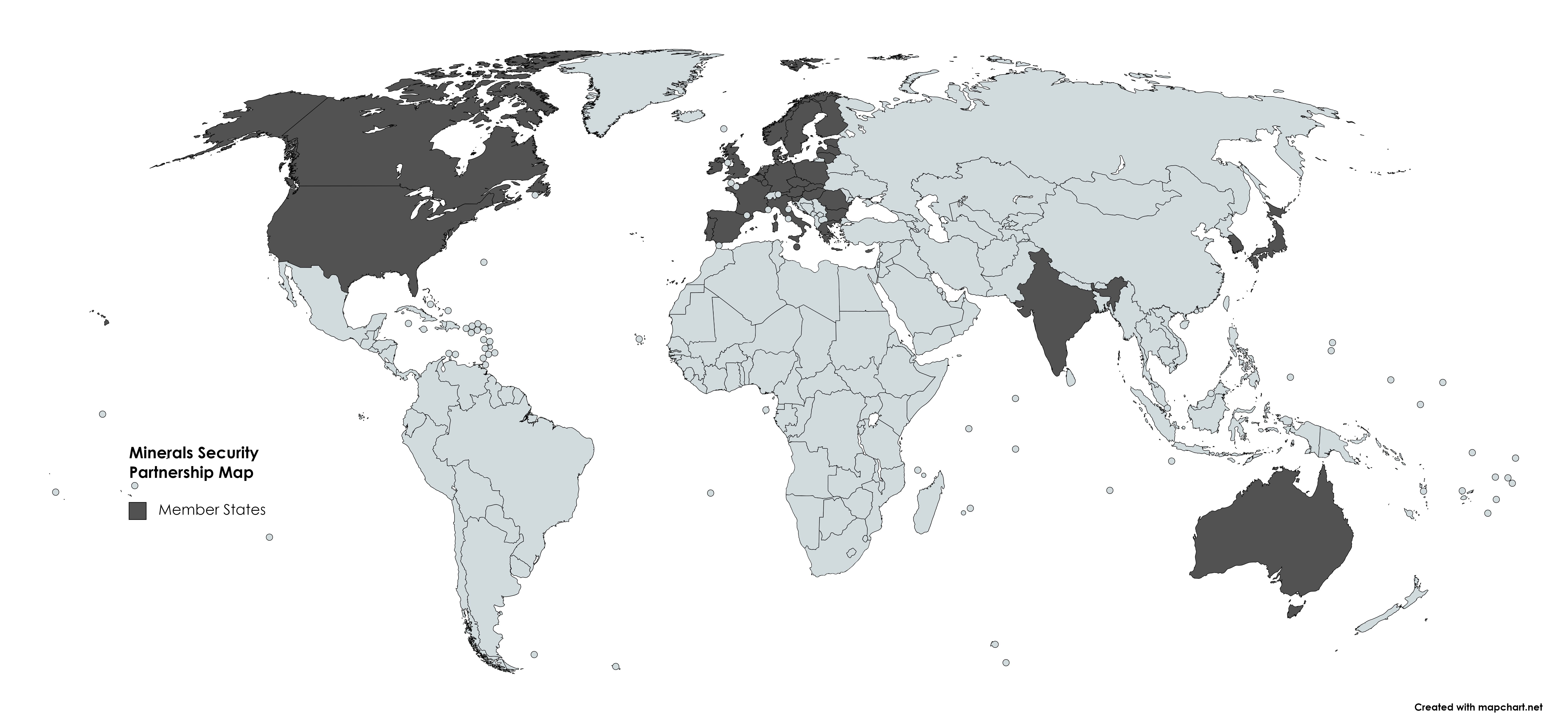
핵심 광물 안보 파트너십 참여국

핵심광물 안보 파트너십(Minerals Security Partnership, MSP)은 핵심 광물 공급망의 안정과 다변화를 목표로 2022년 6월 미국의 주도로 출범한 다자 협력체이다. 대한민국, 호주, 캐나다, 에스토니아, 핀란드, 프랑스, 독일, 인도, 이탈리아, 일본, 노르웨이, 스웨덴, 영국, 미국 등 14개국과 유럽 연합이 참여하고 있다.

## 참여국
이도훈 외교부 2차관(수석대표)와 유법민 산업통상자원부 자원산업정책국장 등 대한민국 대표단은, 2022년 6월 캐나다 토론토에서 호세 페르난데즈 미국 국무부 경제차관 주재로 개최된 파트너십 출범식에 참석하여 한국 정부의 참여 의사를 공식 표명하였다.
인도는 2023년 6월에, 에스토니아는 2024년 3월에, 아르헨티나는 2024년 8월에 가입하였다.

## 활동
한국은 2024년 7월부터 임기 1년의 의장국으로 활동하고 있다. 의장국은 장기 목표를 설정하고 연 2회 수석대표 회의를 주재한다.
"MSP 의장으로서 주요 시범사업 성과 도출, 글로벌 공급망 안정 등 핵심광물 논의를 주도해 나갈 것"— 2024년 6월 27일 임수석 대변인의 외교부 브리핑 중에서

탄자니아 마헨게 흑연 사업은 한국의 포스코와 호주의 블랙록마이닝 등의 기업들이 참여하였다.

## 참고문헌
1. ↑  “핵심광물안보파트너십, 새 금융지원 네트워크 선보인다”. 연합뉴스. 2024년 9월 23일.
2. ↑  “정부, 美 주도 핵심광물안보파트너십 참여”. 뉴시스. 2022년 6월 15일.
3. ↑  Gupta, Moushumi Das (2023년 7월 1일). “How joining Minerals Security Partnership can help India harness critical minerals potential”. 《ThePrint》 (미국 영어). 2023년 7월 1일에 원본 문서에서 보존된 문서. 2023년 7월 1일에 확인함.
4. ↑  “Estonia joins US' Minerals Security Partnership initiative”. 《ERR》 (영어). 2024년 3월 6일. 2024년 8월 22일에 원본 문서에서 보존된 문서. 2024년 8월 22일에 확인함.
5. ↑  “Argentina to Join US Group for Spurring Metals Investments”. 《Bloomberg News》 (영어). 2024년 8월 21일. 2024년 8월 22일에 원본 문서에서 보존된 문서. 2024년 8월 22일에 확인함.
6. ↑  “한국, 핵심광물 안보파트너십 의장국 수임”. 한국경제. 2024년 6월 27일.
7. ↑  “한국, 핵심광물안보파트너십 회의 주재…"안정적 공급망 구축"”. 연합뉴스. 2024년 9월 27일.